# John Metchie III
John Metchie III é um canadense jogador de futebol americano universitário do Alabama Crimson Tide.

## Primeiros anos
Metchie nasceu em Taiwan e viveu em Gana e no Canadá antes de ir para os Estados Unidos para cursar o ensino médio. Ele estudou na St. James School, em Hagerstown, e passou um ano de pós-graduação na Peddie School em Hightstown. Metchie se comprometeu com a Universidade do Alabama para jogar futebol americano universitário.

## Carreira universitária
Como um verdadeiro calouro no Alabama em 2019, Metchie jogou em todos os 13 jogos e teve quatro recepções para 23 jardas. Metchie se tornou um dos três maiores recebedores do Alabama em seu segundo ano em 2020.